# La Bosse-de-Bretagne
La Bosse-de-Bretagne település Franciaországban, Ille-et-Vilaine megyében. Lakosainak száma 691 fő (2022. január 1.). La Bosse-de-Bretagne Le Sel-de-Bretagne, Bain-de-Bretagne, Ercé-en-Lamée, Lalleu, Pancé és Tresbœuf községekkel határos.

## Népesség
A település népességének változása:
| Lakosok száma | 495  | 390  | 388  | 517  | 629  | 647  | 649  | 676  | 690  | 691  |
|               | 1968 | 1982 | 1990 | 2006 | 2013 | 2015 | 2017 | 2019 | 2020 | 2022 |